# 16 bästa
16 bästa è un album di raccolta della cantante svedese Sanna Nielsen, pubblicato nel 2014.

## Tracce
1. Empty Room
2. I'm in Love
3. Nobody Without You
4. I Can Catch the Moon
5. Devotion
6. Part of Me
7. Can't Stop Love Tonight
8. Demolition Woman
9. Till en fågel
10. I går, i dag
11. Vägen hem
12. Du och jag mot världen (feat. Fredrik Kempe)
13. Vågar du, vågar jag
14. Koppången
15. Rör vid min själ (You Raise Me Up)
16. Nära mej